# Кастельдачча
Кастельда́чча (итал. Casteldaccia) — коммуна в Италии, расположена в области Сицилия, подчиняется административному центру Палермо.
Население коммуны составляет 9772 человека (на 2004 г.), плотность населения составляет 270 чел./км². Коммуна занимает площадь 33 км². Почтовый индекс — 90014. Телефонный код — 091.
Покровителем коммуны почитается святой Иосиф, празднование 19 марта.